# Ageneiosus piperatus
Ageneiosus piperatus är en fiskart som först beskrevs av Eigenmann 1912.  Ageneiosus piperatus ingår i släktet Ageneiosus och familjen Auchenipteridae. Inga underarter finns listade i Catalogue of Life.